# Куинн, Уильям Френсис
Уильям Френсис Куинн OESSH (англ. William Francis Quinn, 13 июля 1919, Рочестер, Нью-Йорк, США — 28 сентября 2006, Гонолулу, Гаваи, США) — американский юрист и политик, который занимал пост 12-го и последнего губернатора территории Гавайи с 1957 по 1959 год и первого губернатора штата Гавайи с 1959 по 1962 год.
Первоначально назначенный на эту должность президентом Дуайтом Дэвидом Эйзенхауэром, Куинн был последним главой исполнительной власти, назначенным американским президентом после того, как американское правление на Гавайских островах началось после свержения монархии в 1893 году. Он также был последним республиканцем на посту губернатора до Линды Лингл в 2002 году. Куинн был гостем в телепрограмме «What's My Line?». Он был кавалером Ордена Гроба Господня, папского рыцарского ордена, пожалованного Папой Римским Иоанном Павлом II. Он был первым республиканским губернатором штата.

## Биография

### Ранняя жизнь
Куинн родился в Рочестере 13 июля 1919 года. В юности его семья переехала в Сент-Луис, где он учился в подготовительной школе Сент-Луисского университета и колледже Сент-Луисского университета, который окончил в 1940 году. Куинн поступил в Гарвардскую школу права, но окончил её только после службы в армии. Он окончил университет с отличием в 1947 году. Во время Второй мировой войны он служил на Гавайях в военной разведке. После увольнения со службы он навсегда поселился в Гонолулу.

### Юридическая и политическая карьера
В 1949 году в рамках сделки по застройке территории Ваймеа в округе Гавайи в качестве юриста ранчо Паркера Гарнера Энтони Куинн заключил сделку с Территориальным земельным управлением и Комиссией по строительству домов на Гавайях, чтобы позволить ранчо более длительный период времени для эвакуации с территории.
Куинн занялся территориальной политикой и в 1956 году баллотировался в Сенат Гавайских островов.
Куинн тесно сотрудничал с делегатом Конгресса Джоном Энтони Бёрнсом в Комиссии по статусу Гавайев. Президент Дуайт Дэвид Эйзенхауэр назначил Куинна губернатором территории Гавайи в 1957 году. В 1959 году он победил Бёрнса на первых губернаторских выборах в новом штате. В 1961 году Куинн был главным маршалом Парада роз в Пасадине. Во время губернаторских выборов 1962 года Куинн встретился с Бёрнсом в матче-реванше; он также столкнулся с серьёзным соперничеством на предварительных выборах с вице-губернатором Джеймсом Килохой, и в итоге Бёрнс выиграл выборы.
В 1976 году Куинн баллотировался в Сенат США, но проиграл выборы Спарку Мацунаге.

### Более поздняя жизнь
С 1965 по 1972 год он был президентом Dole plc, а также председателем правления Симфонического оркестра Гонолулу и Центра «Ист-Вест».
Куинн читал лекции, время от времени выступал с публичными речами, будучи старейшиной-республиканцем, государственным деятелем, и проводил время со своей семьёй на Гавайях. Будучи католиком, он получил от Папы Римского рыцарское звание в Ордене Гроба Господня.
Он был преданным своему делу актёром и певцом в Опере Гонолулу. Его самая заметная роль была в постановке 1940-х годов «Бригадун».
В марте 2006 года Куинн получил травму при падении и так и не смог полностью восстановиться. Он умер 28 августа 2006 года и похоронен на Национальном Тихоокеанском мемориальном кладбище.

## Личная жизнь
11 июля 1942 года Куинн женился на Нэнси Эллен Уитбек; у пары было семеро детей. Они были членами Ассоциации Портлок-Роуд.